# Joan Lluís Marfany
Joan Lluís Marfany i Garcia (Barcelona, 7 de noviembre de 1943) es un historiador de la literatura y crítico literario español.

## Biografía
Estudió filología románica en la Universidad de Barcelona y fue profesor en la sección de Estudios Hispánicos de la Universidad de Liverpool (1972-2008). Comenzó su carrera como historiador de la literatura ejerciendo de editor de literatura catalana para la colección Antologia Catalana de Edicions 62. Fue también el editor de las Obres completes de Carles Riba (1965-1967). También ejerció de crítico literario para revistas y periódicos como Poemes, Serra d'Or, Avui, El País, L'Avenç y Els Marges.
Ha sido uno de los principales estudiosos de la literatura modernista catalana, cuyo análisis cristalizó en la obra Aspectes del modernisme (1975). Fue autor de los capítulos referentes a este movimiento en la Història de la literatura catalana dirigida por Joaquim Molas (1986). Ha sido también editor de varias obras de Joan Maragall: El comte Arnau (1974), Visions i cants (1984).
También ha sido un estudioso del catalanismo —especialmente en el siglo XIX y en el seno de la Renaixença—, que reflejó en obras como La cultura del catalanisme: El nacionalisme català en els seus inicis (1995), La llengua maltractada (2001), Llengua, nació i diglòssia (2009) y Nacionalisme espanyol i catalanitat (2017).